# Diyala
La Diyala (anticamente Turul; curdo: Sirwan, سيروان, arabo:نهر ديالى, persiano: سیروان  دیاله) è un fiume che nasce nei pressi di Sanandaj, nei Monti Zagros in Iran, e attraversa l'Iraq orientale e occidentale scorrendo per 445 km. È uno degli affluenti del Tigri.
Poco prima dell'arrivo del fiume nella piana mesopotamica si trovano le Diga di Muqdadiya e quella di Hemrin. Inoltre nella parte del fiume che scorre in Iraq è presente la Diga di Darbandikhan.